# Große schottische Hexenjagd von 1661/1662
Die große schottische Hexenjagd von 1661/1662 dauerte 16 Monate und führte in 660 Fällen zu öffentlichen Anklagen wegen Hexerei. Sie ist eine der größten Hexenverfolgungen in der Geschichte Schottlands und nahm im April 1661 östlich von Edinburgh ihren Anfang, von wo aus sie sich weiter verbreitete. Im Sommer 1662 wurde die letzte Untersuchungskommission zur Durchführung eines Hexenprozesses durch den Privy Council genehmigt. In wie vielen Fällen genau es zur Todesstrafe kam, ist nicht bekannt. Der Zeitzeuge John Ray berichtet von 120 Verbrennungen allein während seines Aufenthaltes in Schottland.

## Vorgeschichte
Während des Commonwealth of England unter Oliver Cromwell wurden die Königreiche England und Schottland vereinigt. Das Parliament of Scotland, das noch 1649/1650 eine Serie von Hexenprozessen angestoßen hatte, wurde im Zuge des Lordprotektorats aufgelöst. Im Justizwesen führte die Vereinigung dazu, dass während dieser Zeit in Schottland englische Richter und Beamte Einfluss auf die Rechtsprechung nahmen. Diese waren anders als ihre schottischen Kollegen sehr zurückhaltend in der Strafverfolgung und Anordnung von Folter sowie der Verurteilung angeblicher Hexen. So war die Vorstellung von Teufelspakt und Hexensabbat in England nur wenig verbreitet. Dies führte dazu, dass unter dem Lordprotektorat Cromwells die Anzahl der Personen, die von anderen der Hexerei bezichtigt, aber nicht angeklagt wurden, erheblich anstieg. Entsprechend sind für Schottland zwischen 1653 und 1657 lediglich zwölf Hinrichtungen wegen Hexerei bekannt. 1658/1659 erhöhte sich zwar der Verfolgungsdruck erheblich, aber selbst dann waren die englischen Richter als zu milde verrufen. Mit dem Rücktritt von Richard Cromwell als Lordprotektor im Mai 1659 kam das Justizsystem in Schottland nahezu zum Erliegen. Als mit der Stuart-Restauration unter Karl II. im Mai 1660 die Monarchie wiedereingeführt und die Königreiche England und Schottland separat verwaltet wurden, hatten erneut die einheimischen Richter die Rechtsprechung unter ihrer Kontrolle. Nun waren sie in der Lage, gegen die erheblich angewachsene Menge der verdächtigten Personen vorzugehen und den Prozessstau aufzulösen, was nach Meinung der meisten Historiker die Serie von Hexenprozessen 1661/1662 verursachte.
Dennoch ist es schwer, diese Hypothese zu beweisen, zumal sie nicht erklärt, warum die große schottische Hexenjagd von 1661/1662 im ersten Jahr größtenteils auf eine kleine Region beschränkt blieb und die Anklagen überhaupt erhoben wurden. Zudem erhellt sie nicht die lange Zeitdauer der Verfolgung. Nur für wenige Angeklagte der Hexenjagd von 1661/1662 ist dokumentiert, dass sie bereits in der Ära des Lordprotektorats wegen Hexerei mit der Justiz in Berührung gekommen waren. Es gibt zumindest Hinweise, dass viele der Beschuldigten bereits in den Jahren zuvor unter Verdacht geraten waren. Jedoch bleibt unklar, ob es bei einem rein schottischen Justizsystem in diesen Fällen zur Anklage gekommen wäre.

## Ablauf
Die ersten Anklagen der großen schottischen Hexenjagd von 1661/1662 wurden in den ländlichen Gemeinden Midlothian und East Lothian erhoben. Die Priester und Ältesten der jeweiligen presbyterianischen Kirchengemeinde führten die Erstuntersuchung der Personen durch, die wegen des Verdachts auf Hexerei verhaftet worden waren. Dazu gehörte eine Leibesvisitation auf Hexenmale und die Aufnahme der Aussage der Beschuldigten. Es gab hier wenig Auflagen, so dass häufig Folter eingesetzt wurde. Erst danach erfolgte die Überstellung der Betreffenden an die weltlichen Behörden, wo der eigentliche Prozess stattfand. Die überlieferten Sitzungsprotokolle zeigen andererseits, dass die Kirchengemeinden oft gegen Personen vorgingen, die andere der Hexerei bezichtigten, selbst auf dem Höhepunkt der großen schottischen Hexenjagd in Midlothian. Dies betraf auch die Kinder von Verurteilten oder Angeklagten, die gegen Verleumdungen dieser Art geschützt wurden. So trieb die presbyterianische Kirche die Hexenverfolgung nicht nur an, sondern begrenzte sie zugleich und führte möglicherweise sogar ihr Ende herbei. War das Presbyterium, das als nächsthöhere Ebene zu den Sitzungen mehrere Gemeinden leitet, 1659 nur in geringen Umfang an den Prozessen beteiligt, spielte es 1661/1662 keine Rolle mehr. Dies mag der Tatsache geschuldet sein, dass das Presbyterium von Dalkeith, in dessen Zuständigkeitsbereich die Verdachtsfälle 1661 fielen, im Jahr 1609 wegen einer Hexenverfolgung durch den Privy Council einen Tadel erhalten hatte. Allerdings gibt es Hinweise darauf, dass die Geistlichen von der Kanzel herab die Angst vor Hexen befeuerten.
Ausgelöst wurde die große schottische Hexenjagd durch eine Petition des Earl of Haddington an das Parliament of Scotland. Er beklagte sich darin über das Hexenunwesen auf seinen Ländereien um Samuelston. Das Parlament bewilligte daraufhin eine Justizkommission, um die Beschuldigten vor Gericht zu stellen. Diese nahm im April 1661 ihre Arbeit auf, womit die große schottische Hexenjagd ihren Anfang nahm. Die Umstände dieses Beginns legen nahe, dass die rasche und in der Folge massive Reaktion dadurch befördert wurde, dass die Angst vor Hexerei in der herrschenden Schicht verbreitet war.

## Historische Bewertung
Wie auch die Hexenprozesse von Salem oder diejenigen von Trier Ende des 16. Jahrhunderts gehört die große schottische Hexenjagd zu den ausführlich untersuchten Ereignissen dieser Art auf regionaler Ebene. Sowohl im Königreich England als auch im Königreich Schottland, die beide zu dieser Zeit in Personalunion regiert wurden, durfte Folter nur auf Geheiß des Privy Councils angewandt werden. Während diese Bestimmung in England strikt eingehalten wurde, wurde in Schottland Folter häufiger auf illegale Weise eingesetzt und konnte entsprechende Prozesslawinen auslösen. Daher ereigneten sich die beiden großen Hexenverfolgungen auf der Insel Großbritannien, die 1590–92 sowie 1661/1662 ihren Lauf nahmen, in Schottland, während die Hexenverfolgung in England relativ mild verlief. Ein weiterer Faktor war, dass in England in einem Hexenprozess das Geschworenengericht einstimmiges Urteil treffen musste, während in Schottland die einfache Mehrheit ausreichend war. Außerdem hatte hier der calvinistisch geprägte Klerus eine aktivere Rolle als im Süden und drängten die staatlichen Behörden zur Hexenverfolgung.